# Shaming of the Sun
Shaming of the Sun è il sesto album in studio del duo musicale statunitense Indigo Girls, pubblicato nel 1997.

## Tracce
1. Shame on You – 4:04
2. Get Out the Map – 3:25
3. Shed Your Skin – 4:10
4. It's Alright – 3:05
5. Caramia – 5:48
6. Don't Give That Girl a Gun – 4:38
7. Leeds – 3:34
8. Scooter Boys – 2:57
9. Everything in Its Own Time – 5:17
10. Cut It Out – 3:53
11. Burn All the Letters – 4:09
12. Hey Kind Friend – 5:49